# Mszczonów

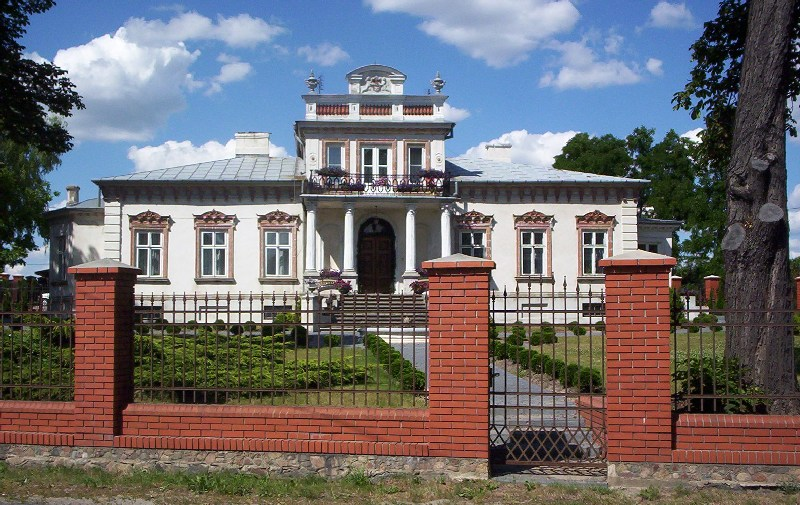

Mszczonów este un oraș în Polonia.

## Personalități născute aici
- Roman Sikorski (1920 - 1983), matematician.